# یایکاروو
یایکاروو (به لاتین: Yaykarovo) یک منطقهٔ مسکونی در روسیه است که در باشقیرستان واقع شده‌است.